# کارل پارتس
کارل پارتس (استونیایی: Karl Parts; ۱۵ ژوئیهٔ ۱۸۸۶ – ۱ سپتامبر ۱۹۴۱) فرمانده نظامی اهل استونی در جنگ استقلال استونی بود.
وی که به درجه سرهنگی رسیده بود از سال ۱۹۲۵ به کشاورزی مشغول شد اما در سال ۱۹۴۱ توسط اتحاد جماهیر شوروی سوسیالیستی دستگیر و یک سال بعد در زندان به ضرب گلوله کشته شد.